# Edwardów (Basse-Silésie)
Pour les articles homonymes, voir Edwardów.
Edwardów est une localité polonaise de la gmina de Kondratowice, située dans le powiat de Strzelin en voïvodie de Basse-Silésie.